# Mer Rouge
Mer Rouge är också det franska namnet på Röda havet.
Mer Rouge är en ort (village) i Morehouse Parish i Louisiana. Vid 2010 års folkräkning hade Mer Rouge 628 invånare.